# The Explorer (album)
The Explorer è il secondo album in studio del musicista Eurodance svedese E-Type, che è stato pubblicato nel 1996. Esso contiene canzoni di successo come Calling Your Name, Back In the Loop e I Just Wanna Be With You. Il singolo "Free Like A Flying Demon" ha ottenuto un enorme successo nelle stazioni radio durante il 1997, ed oggi è la canzone di E-Type più ascoltata in radio negli Stati Uniti. L'album ha raggiunto il 60º posto nella classifica statunitense "Billboard Hot 200 Albums Chart" (in 19 settimane). Nel Regno Unito "Calling Your Name" è stato il primo singolo a raggiungere la Top-10 nelle classifiche dei club e delle discoteche. Questa canzone ha attirato l'attenzione di MTV negli Stati Uniti e ha raggiunto il 17º posto nella "US Billboard Hot 100 Singles Chart" e ha ricevuto moltissimi spazi in televisione e in radio.

## Tracce
1. The Explorer
2. Calling Your Name
3. Back In the Loop
4. I Just Wanna Be With You
5. Free Like A Flying Demon
6. You Know
7. Forever Wild
8. Fall From the Sky
9. I'm Not Alone
10. We Gotta Go
11. You Will Always Be A Part Of Me
12. So Dem A Com (Explorer Version)